# 平中興
平 中興（たいら の なかき）は、平安時代前期の貴族・歌人。桓武平氏高棟流、右大弁・平季長の長男。光孝平氏、神祇伯・忠望王の養子。官位は従五位上・左衛門権佐。

## 経歴
昌泰元年（898年） 醍醐天皇の六位蔵人となる。昌泰3年（900年）養父・忠望王の譲りにより文章生に補せられ、少内記次いで大内記に任ぜられる。
延喜4年（904年）従五位下・遠江守に叙任されると、延喜10年（910年）讃岐守、延喜15年（915年）近江守と地方官を歴任し、同年には治国の功労により従五位上に昇叙されている。延喜19年（919年）左衛門権佐に任ぜられ京官に復すが、延喜22年（922年）美濃権守として再び地方官に転じた。
延長8年（930年）卒去。
勅撰歌人として、『古今和歌集』『後撰和歌集』に2首ずつ、計4首の和歌作品が採録されている。また、讃岐守時代に、大江朝綱の漢詩（「賦置酒如淮」）に感銘して、中興は自分の娘を娶らせたとされる。

## 官歴
『古今和歌集目録』による。
- 昌泰元年（898年） 12月8日：六位蔵人
- 昌泰3年（900年） 2月15日：文章生（父譲）。8月：少内記：8月20日：大内記
- 延喜3年（903年） 正月11日：兼近江権少掾
- 延喜4年（904年） 正月7日：従五位下。正月30日：遠江守
- 延喜10年（910年） 正月13日：讃岐守
- 延喜15年（915年） 正月7日：従五位上（治国）。正月12日：近江守。閏2月：昇殿
- 延喜19年（919年） 正月18日：左衛門権佐
- 延喜22年（922年） 正月30日：美濃権守
- 延長8年（930年） 日付不詳：卒去[1]

## 系譜
- 父：平季長[3]
- 母：不詳
- 養父：忠望王[4]
- 妻：不詳
  - 男子：平元規[5]
  - 女子：平中興女[6]
  - 女子：大江朝綱室